# Pseudogonatodes
Pseudogonatodes es un género de geckos miniaturizados de la familia Sphaerodactylidae. Su distribución abarca el norte de América del Sur (Perú, Colombia, Brasil, Venezuela, Guyana, Surinam y Ecuador), en las regiones del Escudo Guyanés, la mitad septentrional de los Andes, la Sierra Nevada de Santa Marta, la Cordillera de la Costa (Venezuela), y la cuenca amazónica. Actualmente, el género cuenta con nueve especies descritas,pero se espera que la diversidad del género aun está subestimada. Si bien se conoce muy poco de la biología de estos lagartos, se sabe que son habitantes exclusivos de las del suelo formaciones forestales, donde la hojarasca es su hábitat principal (hábitos criptozóicos), por lo que son muy difíciles de observar en la naturaleza.

## Identificación
Son lagartos pequeños, cuya talla máxima es de 4,5 mm en longitud rostro-cloaca. A simple vista, son muy difíciles de distinguir de otros géneros de gecos miniaturizados neotropicales como Lepidoblepharis, Coleodactylus y Chatogekko, pero un examen directo con lupa o estereoscopio permitirá identificarlos fácilmente. Con excepción del género Gonatodes, todos los géneros de gecos miniaturizados neotropicales presentan una envoltura córnea que cubre la punta de los dedos denominada funda ungueal, la cual tiene una configuración diferente en cada género. En Pseudogonatodes, la funda está compuesta por cinco escamas, donde las dos escamas superolaterales de la funda están en amplio contacto. 

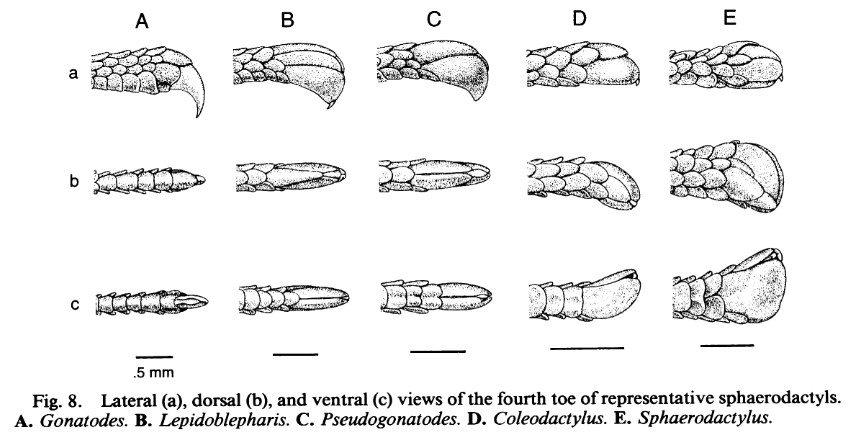
Vista laeral (a), dorsal (b) y ventral (c) del cuarto dedo pedial de Gonatodes (A), Lepidoblepharis (B), Pseudogonatodes (C), Coleodactylus (D) y Sphaerodactylus (E)

## Especies
Se reconocen las siguientes nueve especies:
- Pseudogonatodes barbouri (Noble, 1921)
- Pseudogonatodes furvus Ruthven, 1915
- Pseudogonatodes fuscofortunatus Schargel, Hernández-Morales, Daza, Jowers, Montes-Correa, Freitas, Sullivan, Gamble & Rivas. 2024[6]
- Pseudogonatodes gasconi Avila-Pires & Hoogmoed, 2000
- Pseudogonatodes guianensis Parker, 1935
- Pseudogonatodes lunulatus (Roux, 1927)
- Pseudogonatodes manessi Avila-Pires & Hoogmoed, 2000
- Pseudogonatodes peruvianus Huey & Dixon, 1970
- Pseudogonatodes quihuai Rojas-Runjaic, Koch, Castroviejo-Fisher & Prudente, 2024[2]